# 池田瑛紗
池田 瑛紗（いけだ てれさ、2002年〈平成14年〉5月12日 - ）は、日本のアイドルであり、女性アイドルグループ乃木坂46のメンバーである。東京藝術大学在学中。東京都出身。乃木坂46合同会社所属。

## 来歴
2002年（平成14年）5月12日生まれ。
中学受験を経て中高一貫校に通い、6年間バスケットボール部に所属していた。
2022年（令和4年）、乃木坂46の5期生オーディションに合格。浪人中ではあったが、オーディションは友達に勧められて応募した。同年10月、バラエティ番組『小峠英二のなんて美だ!』（TOKYO MX）のMCに抜擢された。
2023年（令和5年）3月26日、東京藝術大学へ2浪の末に合格したことをブログで報告。同年3月29日発売の32ndシングル『人は夢を二度見る』に収録された5期生楽曲「心にもないこと」では初のセンターを務め、同年8月23日発売の33rdシングル『おひとりさま天国』にて初の選抜入りを果たした。同日発売のアイドルカルチャー誌『BRODY』10月号（白夜書房）で初の単独表紙を飾った。同年9月1日より、『INNOVATION WORLD』（J-WAVE）内のコーナー「KYOCERA TECHNOLOGY COLLEGE」にレギュラー出演を開始、同年10月に開催された「J-WAVE INNOVATION WORLD FESTA 2023」（六本木ヒルズ）では総合司会を務めた。同年12月6日発売の34thシングル『Monopoly』で福神メンバー入りした。
2024年（令和6年）1月、「小峠英二のなんて美だ!」から生まれたスピンオフ企画展『笑うアートマンションと10人の住人展』のアザービジュアルを手掛け、池田が制作した作品も展示された。同年4月に上演された『乃木坂46”5期生”版 ミュージカル「美少女戦士セーラームーン」2024』でセーラー戦士のセーラーヴィーナス（愛野美奈子）役を演じた。同月12日から放送のソフトバンク「motorola edge 50s pro」のCM「神ジューデンガール」編にてCM単独初出演。同年8月21日発売の36thシングル『チートデイ』で初めてフロントメンバーに抜擢された。9月19日、東京国立博物館・表慶館で行われた日本中央競馬会（JRA）創立70周年記念展示「世界一までの蹄跡」のテープカットセレモニーに登壇した。11月29日から放送のソフトバンク「Xiaomi 14T Pro」のCM「神ジューデンガール2」編に前作に続き出演し、ホロライブ所属のVTuber・宝鐘マリンと共演した。
2025年（令和7年）5月12日、23歳の誕生日にInstagramアカウントを開設した。

## 人物
愛称は、てれさ、てれぱん、ぱん。てれぱんという愛称は「てれさ」と「レッサーパンダ」を組み合わせて命名された。名前の「瑛紗」の由来は特になく、本人曰く響き重視だという。ハーフではなく両親ともに東京都出身で父親似。妹が一人いる。長所は「一度会った人のことは忘れない」。

### 趣味・嗜好
小さい頃から漫画を読むことが大好きで、家には大量の漫画があり、ジャンルは『風の谷のナウシカ』『ベルサイユのばら』といった名作からサスペンス系、青年漫画、ギャグ漫画まで幅広く、特に好きな漫画に『進撃の巨人』『エヴァンゲリオン』を挙げている。『涼宮ハルヒの憂鬱』も思い入れが深く、劇中歌の「God knows...」はオーディションでも歌っていて池田のカラオケの十八番になっている。好きなアーティストは宇多田ヒカルで、映画『ヱヴァンゲリヲン新劇場版』の主題歌「Beautiful World」を担当したのがきっかけ。また仮面ライダーシリーズが好きで、クウガ・電王・W・ビルド・ジオウが好き。ちなみに電王の推しはイマジンのデネブで、好きなフォームは仮面ライダーゼロノスベガフォーム。『第2回5期生お見立て会』では電王の変身ポーズを披露した。

### 特技
物心つく前から絵を描いていて、実家には自分の記憶にない作品や絵がたくさんあり、小さい頃から一貫して特技に絵を描くことを挙げている。本格的に美術を学び始めたのは高校2年生からで、予備校に通い美大を目指していたが現役時志望校は不合格だった。乃木坂46に受かったのが浪人していたときで、このままだと中途半端になるので受験は止めますとスタッフに伝えたが「この先あなたにとって絶対にプラスになることだから受験はやめなくても大丈夫です」と言われ、加入後も勉強を続けていた。東京藝術大学の一次試験は2023年2月22日から2月26日に開催された『11th YEAR BIRTHDAY LIVE』のあと、二次試験は同年4月5日から開催された『32ndSGアンダーライブ』のリハーサル中に行われ、グループ活動と並行しながら受験して東京藝術大学に合格した。『乃木坂、逃避行。』のキービジュアルや、37thシングル『歩道橋』のCDジャケットアートワークの一部デザインも担当した。

### 乃木坂46
憧れのメンバーは賀喜遥香、早川聖来、西野七瀬。加入前に遠藤さくらの握手会に参加したことがある。同期の中西アルノ、岡本姫奈と仲が良く、3人で焼肉を食べに行くことが多いことから「“新”焼肉三姉妹」や「ケルベロス」を自称している。
井上和とのコンビ名は「てれなぎ」と呼ばれている。

## 作品

### シングル
乃木坂46
- 絶望の一秒前（2022年3月23日、SRCL-12106/7） - EAN 4547366549096。
- バンドエイド剥がすような別れ方（2022年8月31日、SRCL-12214/5） - EAN 4547366571974。
- 17分間（2022年12月7日、SRCL-12338） - EAN 4547366590197。
- 僕たちのサヨナラ（2023年3月29日、SRCL-12480/8） - EAN 4547366607307。
- 心にもないこと（2023年3月29日、SRCL-12480/1） - EAN 4547366607307。
- さざ波は戻らない（2023年3月29日、SRCL-12486/7） - EAN 4547366607338。
- おひとりさま天国（2023年8月23日、SRCL-12620/8） - EAN 4547366626612。
- 誰かの肩（2023年8月23日、SRCL-12620/1） - EAN 4547366626612。
- 考えないようにする（2023年8月23日、SRCL-12624/5） - EAN 4547366626636。
- Monopoly（2023年12月6日、SRCL-12730/8） - EAN 4547366650990。
- いつの日にか、あの歌を…（2023年12月6日、SRCL-12738） - EAN 4547366651027。
- チャンスは平等（2024年4月10日、SRCL-12850/8） - EAN 4547366669053。
- 「じゃあね」が切ない（2024年4月10日、SRCL-12850/1） - EAN 4547366669053。
- ぶんぶくちゃがま（2024年4月10日、SRCL-12854/5） - EAN 4547366669077。
- チートデイ（2024年8月21日、SRCL-12950/8） - EAN 4547366693973。
- あの光（2024年8月21日、SRCL-12950/8） - EAN 4547366693973。
- 懐かない仔猫（2024年8月21日、SRCL-12954/5） - EAN 4547366693997。
- 熱狂の捌け口（2024年8月21日、SRCL-12958） - EAN 4547366694000。
- 歩道橋（2024年12月11日、SRCL-13070/8） - EAN 4547366716580。
- 相対性理論に異議を唱える（2024年12月11日、SRCL-13070/8） - EAN 4547366716580。
- 世界一のダイヤモンド（2024年12月11日、SRCL-13070/1） - EAN 4547366716580。
- 雪が降る日にまた会おう（2024年12月11日、SRCL-13076/7） - EAN 4547366716627。
- 懐かしさの先（2025年2月3日）
- ネーブルオレンジ（2025年3月26日、SRCL-13220/8） - EAN 4547366731125。
- Same numbers（2025年7月30日、SRCL-13370/8） - EAN 4547366755978。
- 真夏日よ（2025年7月30日、SRCL-13370/8） - EAN 4547366755978。

### 映像作品
- 新・乃木坂スター誕生! 第1巻（2023年1月27日） - EAN 4988021720267。
- 乃木坂46 10th YEAR BIRTHDAY LIVE（2023年2月22日） - EAN 4547366594324, EAN 4547366594447。
- 新・乃木坂スター誕生! 第2巻（2023年5月12日） - EAN 4988021720274。
- 新・乃木坂スター誕生! 第3巻（2023年8月4日） - EAN 4988021720281。
- NOGIZAKA46 ASUKA SAITO GRADUATION CONCERT（2023年10月25日） - EAN 4547366631012, EAN 4547366631098。
- 新・乃木坂スター誕生! 第4巻（2023年11月10日） - EAN 4988021720298。
- 乃木坂46 11th YEAR BIRTHDAY LIVE 5DAYS（2024年2月21日） - EAN 4547366660128, EAN 4547366660135。
- 超・乃木坂スター誕生! 第1巻（2024年4月10日） - EAN 4988021720625。
- MIZUKI YAMASHITA GRADUATION CONCERT（2024年10月2日） - EAN 4547366701180, EAN 4547366701227。
- 乃木坂46 12th YEAR BIRTHDAY LIVE（2025年2月12日） - EAN 4547366722253。

## 出演

### ラジオ
- INNOVATION WORLD（2023年9月1日 -  、J-WAVE）毎週金曜[41]
  - KYOCERA TECHNOLOGY COLLEGE（2023年9月1日 - 2024年3月29日）[12]
  - FRONT ROW STUDENTS（2024年4月5日 - ）[42]

### バラエティ番組
- 小峠英二のなんて美だ!（2022年10月25日 - 、TOKYO MX）MC[43][44][注 3]

### 舞台
- 乃木坂46”5期生”版 ミュージカル「美少女戦士セーラームーン」2024（2024年4月12日 - 29日、IMM THEATER）愛野美奈子 / セーラーヴィーナス 役（Team MOON）[18]

### CM
- ソフトバンク
  - 「神ジューデンガール」編（2024年7月12日 - ）[19]
  - 「神ジューデンガール2」編（2024年11月29日 - ）宝鐘マリンと共演[23]

### イベント
- J-WAVE INNOVATION WORLD FESTA 2023（2023年10月13日 - 15日、虎ノ門ヒルズ・六本木ヒルズ）総合司会[45]
- 「第15回渋谷芸術祭2023」の企画「〜ハチ公生誕100年特別企画〜『探せ!ART ハチ公100変化ARスタンプラリー』」（2023年11月6日 - 11月12日、西武渋谷店）[46]
- 「笑うアートマンションと10人の住人展」（2024年1月19日 - 2月18日、デザインフェスタギャラリー原宿 EAST館）[17]
- JRA創立70周年記念展示「世界一までの蹄跡」テープカットセレモニー（2024年9月19日 、東京国立博物館・表慶館）[21]
- 「アートフェア東京19」テープカットセレモニー（2025年3月6日 、東京国際フォーラム）[47]